# Марковцы (Сморгонский район)
Марко́вцы (бел. Марко́ўцы, пол. Markowce) — деревня в Сморгонском районе Гродненской области Белоруссии.
Входит в состав Жодишковского сельсовета.
Расположена в северной части района на левом берегу реки Вилия. Расстояние до районного центра Сморгонь по автодороге — около 11,5 км, до центра сельсовета агрогородка Жодишки по прямой — чуть менее 8 км. Ближайшие населённые пункты — Данюшево, Новая Рудня, Чёрный Бор.
Согласно переписи население Марковцев в 1999 году насчитывало 17 человек.
Через деревню проходит автомобильная дорога местного значения Н7968 Марковцы — Новая Рудня.
Возле деревни находятся два кладбища участников Первой мировой войны.
К северо-западу от Марковцев располагается территория ландшафтно-ботанического заказника «Голубые озёра».